# Elatostema cuspidatum
Elatostema cuspidatum är en nässelväxtart som beskrevs av Robert Wight. Elatostema cuspidatum ingår i släktet Elatostema och familjen nässelväxter. Utöver nominatformen finns också underarten E. c. dolichoceras.